# Marcolino Gomes Candau

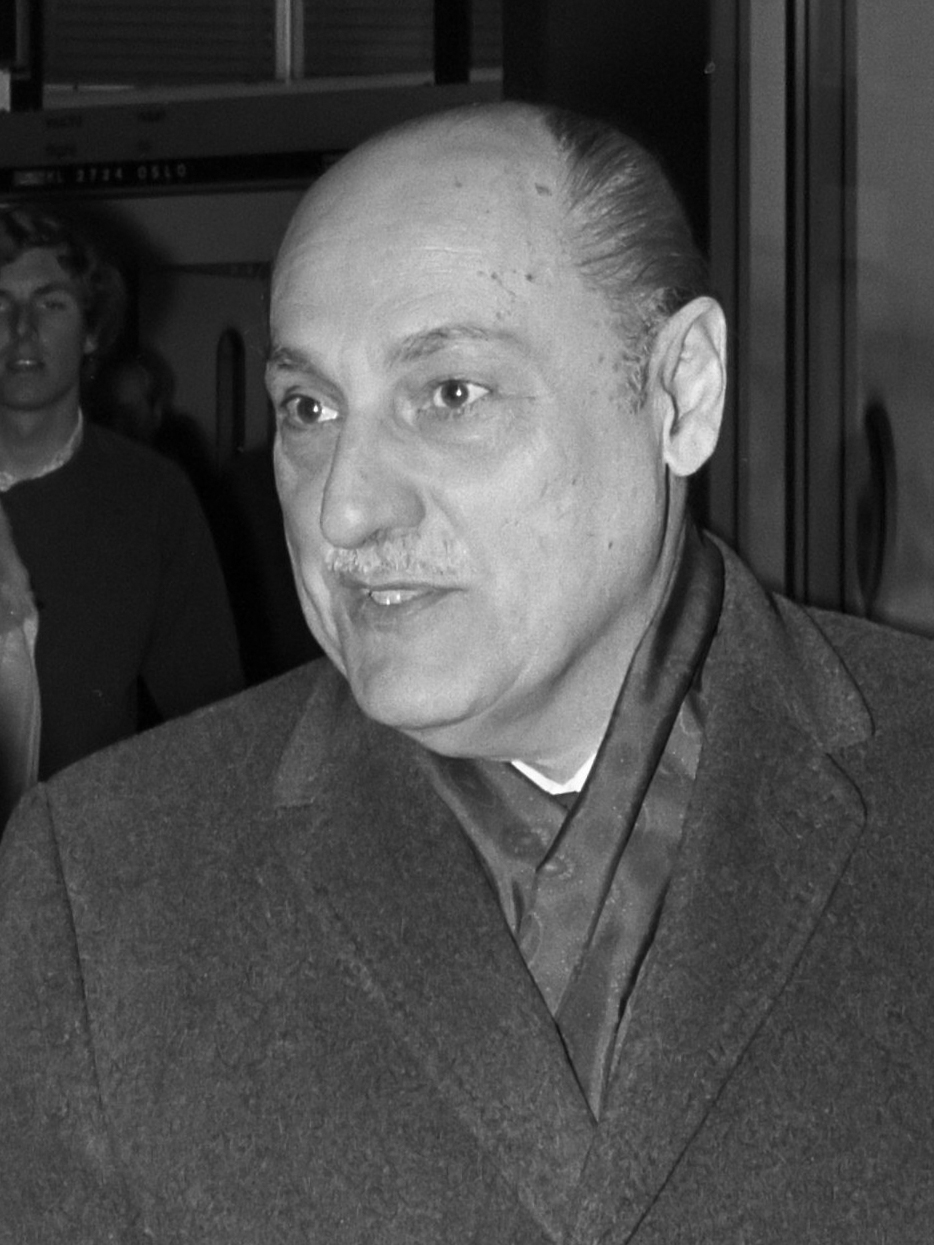
Marcolino Gomes Candau (1972)

Marcolino Gomes Candau (* 30. Mai 1911 in Rio de Janeiro; † 24. Januar 1983) war ein brasilianischer Arzt. Von 1953 bis 1973 war er Generaldirektor der Weltgesundheitsorganisation (WHO).

## Leben und Leistungen
Candau studierte in seinem Heimatland Medizin und war anschließend im dortigen Gesundheitssystem tätig.
Seine Karriere in der WHO begann 1950 mit seinem Eintritt in den Dienst des Generalsekretariates der WHO in Genf. Zwei Jahre später wurde er in Washington, D.C. zum Assistenzdirektor des WHO-Büros für die Region Amerika gewählt. Kurz darauf wurde er 1953 als Nachfolger von Brock Chisholm für eine fünfjährige Amtszeit zum WHO-Generaldirektor gewählt. In seinem Amt wurde er 1958, 1963 und 1968 für je fünf weitere Amtsjahre bestätigt.
1968 wurde er zum Auswärtigen Mitglied der Akademie der Medizinischen Wissenschaften der UdSSR gewählt.